# Emek Maharal
Emek Maharal (hebrejsky: עמק מהר"ל) je údolí v severním Izraeli.
Nachází se cca 17 kilometrů jižně od centra města Haifa v jihozápadní části pohoří Karmel, v nadmořské výšce necelých 100 metrů. Má podobu rozsáhlé sníženiny o rozloze cca 2 × 1,5 kilometru, která je situována uprostřed jinak hornaté a zalesněné krajiny v masivu Karmel. Na jihu je ohraničeno vrchem Giv'at Šana, na jehož západním úbočí leží vesnice Kerem Maharal. I na ostatních stranách je údolí lemováno zalesněnými kopci. Vodopisně netvoří údolí zcela jednotný celek. Jeho severní část je odvodňována pomocí vádí Nachal Me'arot a Nachal Charuvim, menší jižní výběžek údolí odvodňuje vádí Nachal Maharal, které pak směřuje k západu a vytváří navazující údolí Bik'at Šir, jež potom ústí do izraelské pobřežní planiny. Centrální část údolí Emek Maharal je zemědělsky využívaná a převážně rovinatá.